# Večeslavci
Večeslavci este o localitate din comuna Rogašovci, Slovenia, cu o populație de 393 de locuitori.